# Vicia angustifolia
Vicia angustifolia é uma espécie de planta com flor pertencente à família Fabaceae. 
A autoridade científica da espécie é L., tendo sido publicada em Amoenitates Academici 4: 105. 1759.
Os seus nomes comuns são ervilhaca-miúda, ervilhaca-vulgar, ervilhaca-dos-trigos, larica ou negrita.

## Portugal
Trata-se de uma espécie presente no território português, nomeadamente em Portugal Continental, no Arquipélago dos Açores e no Arquipélago da Madeira.
Em termos de naturalidade é nativa de Portugal Continental e Arquipélago da Madeira e introduzida no arquipélago dos Açores.

## Protecção
Não se encontra protegida por legislação portuguesa ou da Comunidade Europeia.

## Biblografia
- Vicia angustifolia - Checklist da Flora de Portugal (Continental, Açores e Madeira) - Sociedade Lusitana de Fitossociologia
- Checklist da Flora do Arquipélago da Madeira (Madeira, Porto Santo, Desertas e Selvagens) - Grupo de Botânica da Madeira
- Vicia angustifolia - Portal da Biodiversidade dos Açores
- Tropicos.org. Missouri Botanical Garden. 28 de setembro de 2014 <http://www.tropicos.org/Name/13034622>
- Vicia angustifolia - The Plant List (2010). Version 1. Published on the Internet; http://www.theplantlist.org/ (consultado em 28 de setembro de 2014).
- Vicia angustifolia - International Plant Names Index
- Castroviejo, S. (coord. gen.). 1986-2012. Flora iberica 1-8, 10-15, 17-18, 21. Real Jardín Botánico, CSIC, Madrid.